# Sant Ferriol de la Pava
Sant Ferriol, o Sant Alexandre, de la Pava és l'antiga església parroquial del nucli de la Pava, del terme comunal d'Argelers, a la comarca del Rosselló, de la Catalunya del Nord.
Està situada a la zona occidental del terme d'Argelers, a prop i al nord-est del lloc on es troba el Castell d'Ultrera. L'església és a l'extrem meridional del nucli de la Pava.

## Història
Les dates dels documents que parlen de l'església de Sant Ferriol, abans de Sant Alexandre, són bastant tardanes: 1128, 1286 i 1339. L'advocació a sant Ferriol data del segle xix.

## L'edifici
Malgrat la manca de referències antigues, és originalment un temple preromànic, refet el segle xi. Les diferents fases constructives que s'hi poden veure clarament corresponen a aquestes èpoques. L'església original, a més, fou allargada cap a l'oest el segle xix, moment en què varen retocar també les finestres romàniques. L'absis, a llevant, té planta de ferradura, disseny que es repeteix en l'arc presbiterial. La finestra central de l'absis, d'una sola esqueixada, completa els elements preromànics.
Correspon al segle xi la nau única, coberta amb volta de canó semicircular. L'aparell és de carreus petits, desbastats, disposats en filades horitzontals. Un fragment d'aparell d'espiga es troba en un dels murs. Les pedres cantoneres són carreus grossos molt ben tallats.